# 李方膺 (篮球运动员)
李方膺（1929年—），男，江苏无锡人，中国篮球运动员、教练，曾任中国篮球协会男子教练委员会副主任、江苏省篮协副主席和教练委员会主任，中国篮协技术顾问组副组长等职务。1999年被评为新中国篮球50杰。